# 부산국제중학교
부산국제중학교(釜山國際中學校)는 대한민국 부산광역시 부산진구 당감동에 있는 공립 중학교이다.

## 학교 연혁
- 1996년 12월 28일 : 가칭 부산국제중,고등학교 설립계획 발표
- 1998년 3월 1일 : 초대 허경덕 교장 부임
- 1998년 3월 4일 : 개교 및 제1회 입학식
- 1999년 2월 10일 :  부산국제중학교로 교명 분리 변경
- 1999년 11월 17일 : 특성화중학교로 지정(특별 20, 일반 40 계 60명)
- 2000년 3월 1일 : 부산광역시교육청 지정 교과교실수업제 정책 연구학교 운영
- 2001년 2월 5일 : 제1회 졸업식(56명)
- 2017년 2월 6일 : 2017수학나눔학교 선정
- 2017년 12월 5일 : 자율학교 재지정(2018.03.01~2022.02.28, 4년)
- 2018년 3월 14일 : 학교 폭력 예방교육 운영학교 어깨동무학교 선정
- 2023년 3월 1일 : IB교육과정 기반 수업 및 평가 혁신 방안 연구학교 지정
- 2024년 9월 1일 : 제10대 정대호 교장 부임
- 2025년 1월 2일 : 제25회 졸업식(졸업생 45명)

## 참고 자료
- 부산국제중학교 - 한국교육학술정보원 학교알리미